# John Raymond Reeder
John Raymond Reeder ( * 1914 - 8 de febrero de 2009 ) fue un botánico estadounidense. Fue curador en el "Rocky Mountain Herbarium" de la Universidad de Wyoming

## Algunas publicaciones
- 1951. Adaptation and Origin in the Plant World: The Rôle of Environment in Evolution. Yale J Biol Med. 23 (6): 542–543
- Reeder, jr; Shunh-Yuen Cheo. 1952. Notes on xanthoxylum and fagara in China. Ed. Bradley University
- Toolin, l; jr Reeder. 2000. The Status of Setaria macrostachya and its Relationship to S. vulpiseta (Gramineae). The American Society of Plant Taxonomists

## Honores

### Epónimos

#### Géneros
- (Poaceae) Reederochloa Soderstr. & H.F.Decker[2]

#### Especies
- (Poaceae) Axonopus reederi  G.A.Black[3]
- (Thelypteridaceae) Cyclosorus reederi  Copel.[4]
- (Thelypteridaceae) Thelypteris reederi (Copel.) C.F.Reed[5]

- La abreviatura «Reeder» se emplea para indicar a John Raymond Reeder como autoridad en la descripción y clasificación científica de los vegetales.[6]